# Plantage (Freising)
Die Plantage ist ein Gemeindeteil der Großen Kreisstadt Freising im oberbayerischen Landkreis Freising und liegt im Wald nördlich der Stadt.

## Geschichte
In den 1850er Jahren wurde nördlich von Freising ein ca. 30 ha großer Eichenwald angelegt. 1882 wurde von der Baufirma Alois Steinecker ein Forsthaus errichtet. Spätestens 1914 wurde mit dem Ausschank von Bier begonnen. Nachdem 1950 die Nutzung als Forsthaus endete, pachtete die Bayerische Staatsbrauerei Weihenstephan drei Jahre später das Gebäude. Neben der Wirtschaft im ehemaligen Forsthaus befindet sich hier ein immer wieder erweiterter Biergarten mit inzwischen etwa 1000 Plätzen. Im Wald um die Plantage herum wurde ein gut besuchter Walderlebnispfad angelegt.